# Азимов, Рахим Азизбоевич
Рахи́м Азизбо́евич Ази́мов (тадж. Раҳим Азизбоевич Азимов; род. 16 августа 1964, Шураб, Ленинабадская область) — российский государственный и политический деятель, доктор технических наук. Депутат Государственной Думы Федерального Собрания Российской Федерации VII и VIII созывов с 2016 года, член фракции «Единая Россия». С 2021 года - Первый заместитель председателя комитета по безопасности и противодействию коррупции.
Из-за вторжения России на Украину, находится под международными санкциями Евросоюза, США, Великобритании и ряда других стран

## Биография
Родился 16 августа 1964 года в городе Шураб (Исфаринский район Ленинабадской области) на севере Таджикской ССР, в семье обычных рабочих. По национальности таджик. Отец является участником Великой Отечественной войны.
В 1986 году окончил Ленинградский горный институт имени Г. В. Плеханова (сейчас Санкт-Петербургский горный университет), получив специальность «технология и комплексная механизация подземной разработки месторождений полезных ископаемых». После учёбы был направлен работать на производственном объединении «Воркутауголь», до 1991 года работал горным мастером на угольной шахте «Воркутинская», был начальником коллектива смены по добыче угля, отвечал за соблюдение правил безопасности и рациональную организацию производства работ при ведении горных работ. С 1991 года работал директором по внешним и экономическим связям спортклуба «Строитель» Республики Коми. С 1994 по 1996 год работал в торгпредстве Республики Коми в Москве, с 1995 по 1996 год работал в аппарате постоянного представителя республики при президенте РФ заместителем. С 1996 по 2002 год работал исполнительным директором Северного фонда президентских программ (Республика Коми). На выборах президента РФ в 2000 году был доверенным лицом кандидата в президенты Владимира Путина.
В 2002 году окончил Дипломатическую академию Министерства иностранных дел РФ.
С февраля 2002 по февраль 2003 года — член верхней палаты парламента — Совета Федерации ФС РФ от правительства Республики Коми. В феврале 2003 года был досрочно отозван Госсоветом республики Коми с должности члена Совета Федерации, после чего перешёл на работу в Госнаркоконтроль России (Государственный комитет Российской Федерации по контролю за оборотом наркотических средств и психотропных веществ).
В 2004 г. в Санкт-Петербургском горном институте защитил докторскую диссертацию на тему «Развитие топливно-энергетического комплекса на основе современных технологий организации производства», доктор технических наук.
С 2003 по 2008 году работая в органах Госнаркоконтроля одновременно работал профессором Санкт-Петербургского государственного горного института на кафедре безопасности производств и разрушений горных пород. В то же время работал советником заместителя гендиректора госкорпорации «Ростехнологии» и заместителя генерального директора акционерного общества «РТ-Биотехпром». В 2013 году перешёл на работу в объединённую компанию «Уралхим», где в 2015 перешёл на должность заместителем директора по социальным вопросам и взаимодействию с органами власти.
13 сентября 2015 года был избран депутатом Законодательного собрания Кировской области по Афанасьевскому одномандатному округу.
18 сентября 2016 года избран депутатом Государственной думы РФ VII созыва от партии «Единая Россия» по Кировскому одномандатному округу.
На выборах 19 сентября 2021 года вновь избран депутатом Государственной Думы по Кировскому одномандатному округу. В Государственной Думе занял пост Первого заместителя Председателя комитета по безопасности и противодействию коррупции.

## Законотворческая деятельность
В течение исполнения полномочий депутата Государственной Думы, с 2016 по 2019 год, выступил соавтором 97 законодательных инициатив и поправок к проектам федеральных законов.

## Благотворительная деятельность
Рахим Азимов активно занимается благотворительной и общественной деятельностью, уделяя особое внимание поддержке социальной инфраструктуры и уязвимых категорий граждан в Кировской области.
По его инициативе и при привлечении внебюджетных средств были реализованы крупные социальные проекты. Среди них — строительство нового здания Детского реабилитационного центра «Окрыляем» в Кирове, рассчитанного на 1500 детей с ограниченными возможностями здоровья в год. Центр был полностью построен на благотворительные средства и безвозмездно передан в собственность региона. 
Депутат поддерживает проекты для старшего поколения: конкурс социальных инициатив «Серебряное созвездие», совместные программы с ветеранскими организациями, направленные на сохранение исторической памяти.
Традиционно в канун Нового года организует передачу подарков детям из семей военнослужащих, многодетных и находящихся в трудной жизненной ситуации. В 2024 году около 15 тысяч детей региона получили новогодние подарки по его инициативе. 
В 2025 году при поддержке Рахима Азимова в городе Слободском был установлен памятник знаменосцу Победы Григорию Булатову. Проект реализован по инициативе жителей, при участии ветеранов и потомков героя. Азимов обеспечил финансирование и организацию всех этапов установки скульптуры. Памятник открыт в День памяти и скорби — 22 июня, в год 80-летия Победы и 100-летия со дня рождения Булатова. 

## Санкции
23 февраля 2022 года внесён в санкционные списки стран Евросоюза за действия и политику, которые подрывают территориальную целостность, суверенитет и независимость Украины и ещё больше дестабилизируют Украину.
24 февраля 2022 года включён в санкционный список Канады «близких соратников режима» за голосование о признании независимости «так называемых республик в Донецке и Луганске».
24 марта 2022 года, на фоне вторжения России на Украину, включён в санкционный список США за «соучастие в войне Путина» и «поддержку усилий Кремля по вторжению в Украину», Госдеп США заявил что депутаты Госдумы используют свои полномочия для преследования инакомыслящих и политических оппонентов, нарушают свободу информации, ограничивают права человека и основные свободы граждан России.
Позднее, по аналогичным основаниям, включён в санкционные списки Великобритании, Швейцарии, Австралии, Японии, Украины и Новой Зеландии.

## Личная жизнь
По вероисповеданию мусульманин-суннит. Женат с начала 1990-х годов. Супруга — Елена, родом из местечки Знаменка Яранского района Кировской области. Супруги воспитывают троих детей: дочь и двух сыновей.

## Награды
- Орден Александра Невского [22]
- Медаль Ордена «За заслуги перед Отечеством» II степени[23]
- Медаль «За отличие в охране общественного порядка»
- Знак "Почетный строитель России" [24]
- Премия ФСБ России (2017, в составе авторского коллектива) в номинации «Изобразительное искусство» — за проект восстановления Дома-музея Ф. Э. Дзержинского в селе Кай Кировской области
- Памятный знак «МПА СНГ. 30 лет» (16 ноября 2023 года, Межпарламентская ассамблея СНГ) — за заслуги в деле развития и укрепления парламентаризма, за вклад в развитие и совершенствование правовых основ функционирования Содружества Независимых Государств, укрепление международных связей и межпарламентского сотрудничества[25]